# 饶子和
饶子和（1950年9月—），男，江苏南京人，中华人民共和国分子生物物理和结构生物学家，中国科学院院士，天津市政协副主席，曾任南开大学校长等职。

## 生平
1977年毕业于中国科学技术大学，1982年获中科院研究生院硕士学位，师从结构生物学家梁栋才先生。后赴澳洲攻读博士学位，1989年获得墨尔本大学博士学位。后赴英国牛津大学David Stuart实验室从事博士后研究，期间曾在《自然》《细胞》论文。留英期间，饶还担任过全英中国学联主席。
1997年从牛津大学回到清华大学，创建清华大学结构生物学实验室（现在的清华-南开-生物物理所联合实验室），任实验室主任，教授至今。在清华任教的十余年间，饶子和兼任过本科生的班主任、指导老师，曾荣获清华大学“良师益友”奖。2003年，兼任中科院生物物理所所长。
2006年，饶子和出任南开大学校长。在任期间，饶子和引进了多名海外归国人才，更换了14个专业学院的院长，促成南开大学与解放军总医院合作办学，并曾与静海县人民政府签订合作协议谋划建设南开大学静海新校区，但最终，新校区选址津南区。2011年1月，饶子和离任南开大学校长，被增补为天津市政协副主席。
饶子和回到中国后，曾多次以通讯作者身份在《细胞》《自然》发表学术论文。因在线粒体膜蛋白复合物Ⅱ的三维精细结构的突破性的研究成果，荣获陈嘉庚科学奖；又因在SARS基础研究中的卓越贡献而获得第三世界科学院最高奖——“的里雅斯特科学奖（Trieste Science Prize）”。
2018年1月，当选第十三届全国政协委员。

## 奖励
- 中国科学院院士（2003年）
- 世界科学院院士（2004年）
- 何梁何利基金科学与技术进步奖（2003年）
- 陈嘉庚科学奖（2006年）
- 谈家桢生命科学成就奖（2008年）
- 树兰医学奖（2015年）